# EOKA B
 (janvier 2025).
Si vous disposez d'ouvrages ou d'articles de référence ou si vous connaissez des sites web de qualité traitant du thème abordé ici, merci de compléter l'article en donnant les références utiles à sa vérifiabilité et en les liant à la section « Notes et références ».
L'EOKA B ou EOKA 2 (en grec Εθνική Οργάνωσις Κυπρίων Αγωνιστών B, Ethniki Organosis Kyprion Agoniston Β) est une organisation paramilitaire chypriote grecque, active de 1971 à 1974, d'inspiration nationaliste, œuvrant pour le rattachement de l'île de Chypre à la Grèce. Durant sa courte existence, son but est principalement d'empêcher l'application de toute solution au conflit qui soit considérée [par elle] comme inacceptable. Elle est dissoute à la suite du coup d'État manqué de 1974 et de l'invasion turque de Chypre qui s'ensuit.
L'organisation est  qualifiée de « terroriste », notamment en raison de ses campagnes d'attentats à la bombe contre les forces de police, le massacre des minorités turques chypriotes et son mode opératoire sanglant envers les civils turcs chypriotes. Cette terminologie a été utilisée aussi par le président Makarios dans son discours à l'ONU après le coup d'État.

## Histoire
L'organisation est fondée par le général Grivas, un vétéran de la lutte anticolonialiste à Chypre. Grivas avait été un des chefs militaires anticommunistes durant la guerre civile grecque, et avait fait partie des fondateurs de l'EOKA au début des années 1950.
Après l'ultimatum turc de 1967, il avait été rappelé à Athènes par la junte des Colonels, ne revenant clandestinement à Chypre qu'en 1971. Il crée l'EOKA B en réaction à l'évolution de la politique de Makarios qui s'écartait de l'Énosis, et afin d'empêcher le gouvernement d'Athènes d'imposer aux Chypriotes une solution considérée comme inacceptable au conflit. Le rejet de l'Énosis par Makarios en 1959 avait provoqué la colère des courants nationalistes, de même que la réaffirmation de cette position après sa réélection en 1968.
L'organisation fut combattue militairement par les membres du parti socialiste chypriote (EDEK), le parti communiste chypriote (AKEL) se contentant d'une condamnation verbale.
Après la mort de Grivas en janvier 1974, la nouvelle direction de l'EOKA se trouve de plus en plus sous l'influence de la junte d'Athènes. Le 15 juillet 1974, l'EOKA B lance un coup d'État avec l'assentiment du chef de la dictature, Dimítrios Ioannídis et l'aide de la Garde nationale chypriote, renversant Makarios et installant à sa place Níkos Sampsón. Cette action provoque l'intervention turque le 20 juillet, aboutissant à la partition de facto de l'île.